# Тищук Федір Костянтинович
Федір Костянтинович Тищук (нар. с. Зносичі, Рівненська область) — український військовий льотчик-ас 1-го класу винищувача Су-27, полковник 831 БрТА Повітряних сил Збройних сил України.

## Життєпис
Федір Тищук народився в селі Зносичах, нині Немовицької громади Сарненського району Рівненської области України.
Станом на 2004 рік заступник командира 831-ї бригади тактичної авіації. Служив начальником Повітряного командування «Південь». Член пілотажної групи Повітряних сил України «Українські Соколи».
Брав участь в авіа шоу «Тімішоара 2000» в Румунії, де показав вищу професійну майстерність, його назвали «королем повітряного балу». У 2004 році здобув перемогу на авіаційному показі в Словаччині. Того ж року визнаний найкращим льотчиком на 11-му Міжнародному авіаційному фестивалі «SIAD». За найкращу повітряну демонстрацію підполковника Федора Тищука нагородив гейтман (губернатор) Південної Моравії Станіслав Юраненко головним призом — бойовою шаблею, а начальник Генштабу Армії Чеської Республіки генерал-поручик Павло Штефка вручив йому пам'ятну медаль. Також мав перемоги в Румунії, Австрії та Туреччині.
Освоїв 5 типів бойових літаків. У 2000—2004 роках визнаним кращим льотчиком-пілотом Європи. Деякі фігури вищого пілотажу в світі є створені тільки полковником Федором Тищуком. Учитель генерала Василя Нікіфорова.

## Нагороди
- відзнаки Міністерства оборони України — «Знак пошани», «Доблесть і честь», «За самовіддану працю у Збройних Силах України»[1];
- значки «Вишкіл. Відданість. Відвага», «Ветеран військової служби»[1].

## Військові звання
- полковник[1],
- підполковник[3].